# In a Lonely Place
In a Lonely Place is een Amerikaanse film noir uit 1950 onder regie van Nicholas Ray. De film is gebaseerd op de gelijknamige roman uit 1947 van de Amerikaanse misdaadauteur Dorothy B. Hughes.

## Verhaal
De scenarioschrijver Dix Steele heeft de opdracht gekregen het draaiboek schrijven voor een matige succesroman. De garderobejuffrouw Mildred Atkinson is juist de roman aan het lezen. Dix vraagt Mildred om hem het verhaal in haar eigen woorden na te vertellen. Als Mildred later die nacht wordt vermoord, beschouwt men Dix meteen als hoofdverdachte. Zijn buurvrouw Laurel Gray bezorgt hem gelukkig een alibi.

## Rolverdeling
| Acteur           | Personage        |
| ---------------- | ---------------- |
| Humphrey Bogart  | Dix Steele       |
| Gloria Grahame   | Laurel Gray      |
| Frank Lovejoy    | Brub Nicholai    |
| Carl Benton Reid | Kapitein Lochner |
| Art Smith        | Mel Lippman      |
| Jeff Donnell     | Sylvia Nicholai  |
| Martha Stewart   | Mildred Atkinson |
| Morris Ankrum    | Lloyd Barnes     |